# ريتشارد بي. برنت
ريتشارد بي. برنت (بالإنجليزية: Richard P. Brent)‏ (و. 1946  م) هو رياضياتي، وعالم حاسوب، وأستاذ جامعي أسترالي، ولد في ملبورن، هو عضوٌ في الأكاديمية الأسترالية للعلوم، ورابطة مكائن الحوسبة.

## التعليم
تعلم في Melbourne Grammar School ‏، وتعلم في جامعة موناش، وتعلم في جامعة ستانفورد
.

## جوائز
حصل على جوائز منها:
- Hannan Medal [الإنجليزية]‏ (2005)
- زمالة رابطة مكائن الحوسبة  [لغات أخرى]‏ (1995)
- Australian Mathematical Society Medal [الإنجليزية]‏ (1984)
- زمالة الأكاديمية الأسترالية للعلوم (1981)
- زمالة جمعية للآلات البرمجية
- زمالة جمعية الرياضيات الصناعية والتطبيقية